# Mount Maunganui
Pour l’article homonyme, voir Mont Maunganui.
 (décembre 2023).
La mise en forme du texte ne suit pas les recommandations de Wikipédia : il faut le « wikifier ».
Les points d'amélioration suivants sont les cas les plus fréquents. Le détail des points à revoir est peut-être précisé sur la page de discussion.
- Les titres sont pré-formatés par le logiciel. Ils ne sont ni en capitales, ni en gras.
- Le texte ne doit pas être écrit en capitales (les noms de famille non plus), ni en gras, ni en italique, ni en « petit »…
- Le gras n'est utilisé que pour surligner le titre de l'article dans l'introduction, une seule fois.
- L'italique est rarement utilisé : mots en langue étrangère, titres d'œuvres, noms de bateaux, etc.
- Les citations ne sont pas en italique mais en corps de texte normal. Elles sont entourées par des guillemets français : « et ».
- Les listes à puces sont à éviter, des paragraphes rédigés étant largement préférés. Les tableaux sont à réserver à la présentation de données structurées (résultats, etc.).
- Les appels de note de bas de page (petits chiffres en exposant, introduits par l'outil «  Source ») sont à placer entre la fin de phrase et le point final[comme ça].
- Les liens internes (vers d'autres articles de Wikipédia) sont à choisir avec parcimonie. Créez des liens vers des articles approfondissant le sujet. Les termes génériques sans rapport avec le sujet sont à éviter, ainsi que les répétitions de liens vers un même terme.
- Les liens externes sont à placer uniquement dans une section « Liens externes », à la fin de l'article. Ces liens sont à choisir avec parcimonie suivant les règles définies. Si un lien sert de source à l'article, son insertion dans le texte est à faire par les notes de bas de page.
- La présentation des références doit suivre les conventions bibliographiques. Il est recommandé d'utiliser les modèles {{Ouvrage}}, {{Chapitre}}, {{Article}}, {{Lien web}} et/ou {{Bibliographie}}. Le mode d'édition visuel peut mettre en forme automatiquement les références.
- Insérer une infobox (cadre d'informations à droite) n'est pas obligatoire pour parachever la mise en page.

Pour une aide détaillée, merci de consulter Aide:Wikification.
Si vous pensez que ces points ont été résolus, vous pouvez retirer ce bandeau et améliorer la mise en forme d'un autre article.
 (décembre 2023).
Mount Maunganui est une importante banlieue résidentielle, commerciale et industrielle de la ville de Tauranga, située dans la région de la Baie de l’Abondance, sur l’île du Nord de la Nouvelle-Zélande. Elle s’étend sur une péninsule au nord-est du centre-ville.
Mount Maunganui était initialement séparée de Tauranga par la baie de Tauranga, jusqu’à la construction d’un pont en 1988, permettant une liaison directe avec le centre des affaires de la ville.

## Situation
La banlieue est située sur une péninsule au nord de la cité de Tauranga et se trouve donc  à l'est du faubourg de Papamoa.
Mount Maunganui fait également référence au mont Maunganui (ou Mauao), le volcan en sommeil situé à l'extrémité ouest de la ville et de la péninsule. En Nouvelle-Zélande, la banlieue est plus souvent citée en abrégée par The Mount.

## Géographie
Mount Maunganui est situé au sommet d’un diabolo, le mont Mauao étant relié à la terre principale. Cette formation géographique est connue sous le nom de tombolo. Grâce à cette particularité, les résidents de la ville de Mount Maunganui ont à la fois une plage sur le mouillage de la baie de Tauranga nommée Pilot Bay et une plage directement sur l’océan avec un grand spot de surf à proximité.
La plage côté océan présente à son extrémité ouest, un pont artificiel qui relie l’île Moturiki à son extrémité est,.
Le faubourg de Papamoa Beach, une autre banlieue très étendue de la ville de Tauranga, est adjacent au coin sud-est de la ville dont il est question (à partir de Sandhurst Drive vers l'intérieur). Même si la plage de Papamoa n'est pas aussi active que celle de Mount Maunganui, elle est plus habitée.
Les deux banlieues sont distinctes géographiquement, séparées du reste de la ville de Tauranga par le mouillage de Tauranga. Les seuls accès possibles vers le reste de la cité sont deux ponts, les routes SH2 et SH29 et la route rurale sinueuse Welcome Bay Road.

Le mont Mauao, qui se dresse au-dessus de la ville, est un important dôme de lave. Selon la légende Maori, cette colline était un esclave pononga d’une montagne appelée Otanewainuku. Le promontoire conique qui donne son nom à la ville mesure près de 232 mètres de haut. Il domine dès lors le pays alentour, relativement plat.

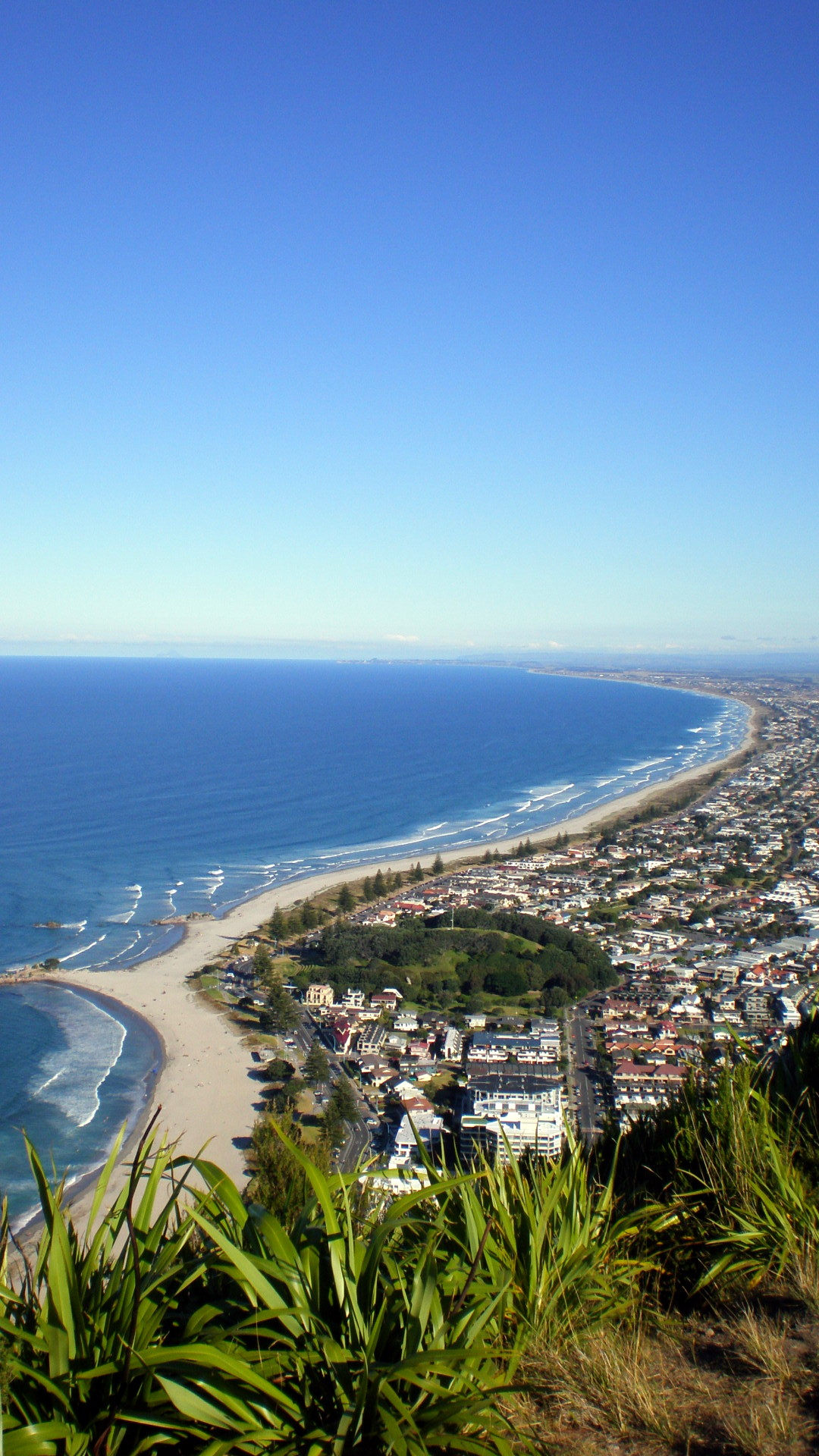
Vue du sommet du Mont Maunganui (Mauao).

Il s'agissait autrefois d'un pā māori. Les restes de fossés ainsi que d’anciens amas coquilliers ou  middens sont parfois encore visibles sur la crête.
Aujourd’hui, il est ouvert au public tout le long de l’année. Ce lieu est particulièrement réputé pour la promenade et la randonnée. Depuis le sommet, la ligne de côte ainsi que la chaîne de Kaimai (en) vers l’ouest sont particulièrement visibles.

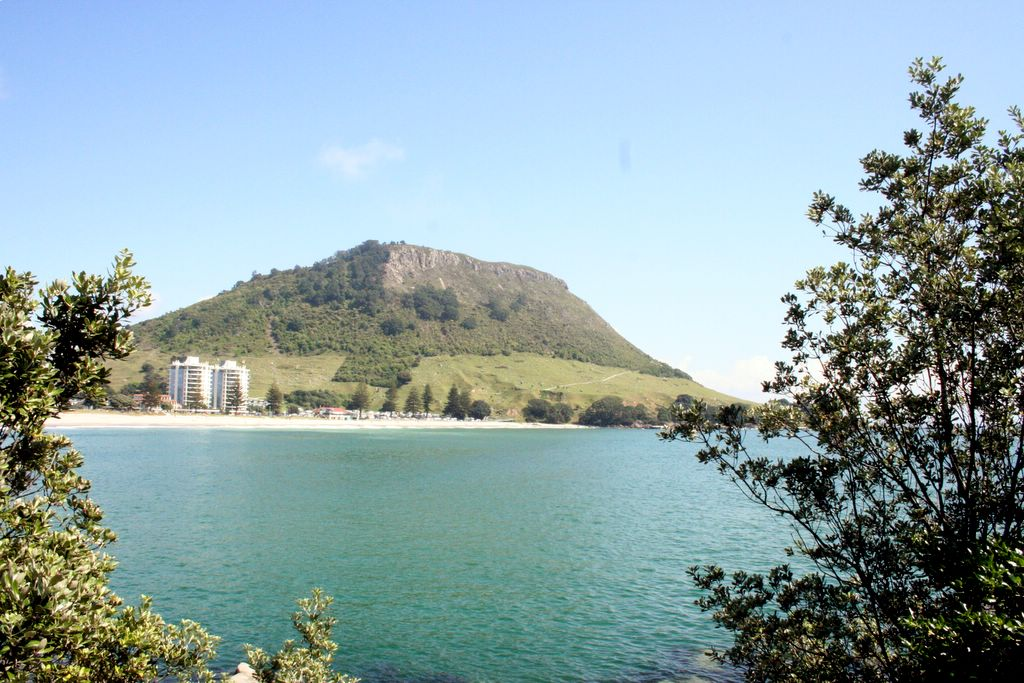
La montagne en été

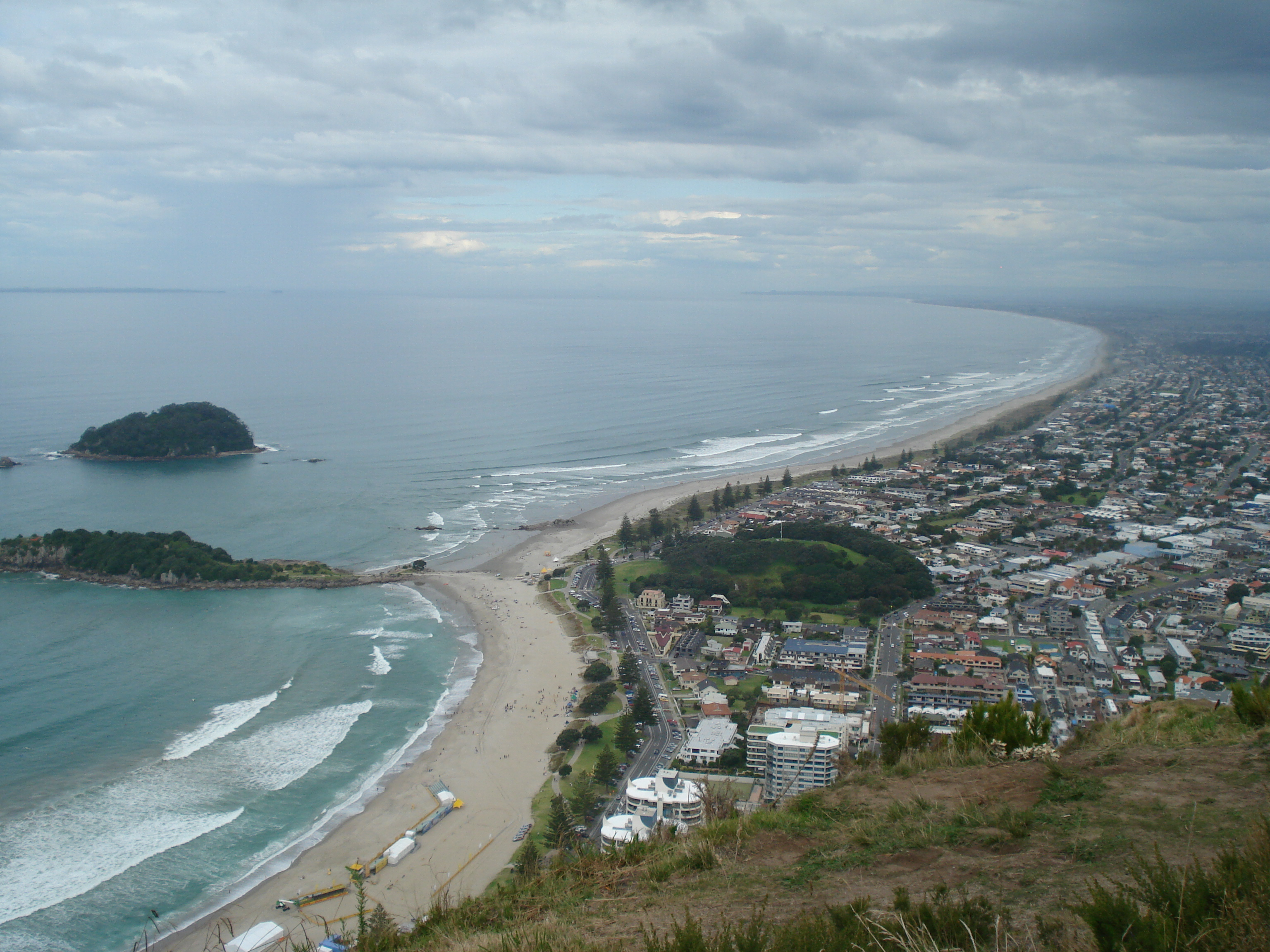
Vue à partir de la montagne.

## Démographie
La localité au mont Maunganui-Mauao (y compris les zones de Mount Maunganui North, Mount Maunganui South et Mount Maunganui Central) avait, lors du recensement néo-zélandais de 2018, une population de 6510 résidents. Depuis le recensement de 2006, elle a augmenté de 1176 personnes (22,0 %) ; et depuis celui de 2013, elle a augmenté de 696 personnes (soit 12,0 %).
Il y avait 2724 logements. On notait la présence de 3264 hommes et 3249femmes, donnant un sexe-ratio de 1,0 homme pour une femme avec 918 personnes (14,1 %) âgées de moins de 15ans, 1332 personnes (20,5 %) âgées de 15 à 29 ans, 3153 personnes (48,4 %) âgées de 30 à 64 ans, et 1101 personnes (16,9 %) âgées de 65 ans ou plus.
L’ethnicité était divisée entre 90,2 % d'européens (Pākehās), 13,3 % de Māori, 3,2 % d'asiatiques, 1,4 % de personnes du Pacifique, et enfin 3,3 % d’une autre ethnicité (le total peut faire plus de 100 % dans la mesure où une personne peut s’identifier de multiples ethnicités).
La proportion de personnes nées outre-mer était de 20,6 %, comparée avec les 27,1 % au niveau national.
Bien que certaines personnes objectent à donner leur religion, 58,8 % n’avaient aucune  religion, 32,1 % étaient chrétiens, 0,6 % étaient Hindouistes, 0,6 % étaient Bouddhistes et 2,6 % avaient une autre religion.
Parmi ceux d’au moins 15 ans d’âge, 1584 personnes (28,3 %) avaient un niveau de licence ou un degré universitaire supérieur et 675 personnes (12,1 %) n’avaient aucune qualification formelle. Le statut d’emploi de ceux d’au moins 15 ans d’âge était pour 3090 personnes (55,3 %) employées à plein temps, 837personnes (15,0 %) étaient à temps partiel et 141 personnes (2,5 %) étaient sans emploi.
| Nom                     | Population     | Âge médian | Revenu médian |
| ----------------------- | -------------- | ---------- | ------------- |
| Mount Maunganui North   | 3267 personnes | 44,3 ans   | 41 800 $      |
| Mount Maunganui South   | Modèle:Nobr=   | 38 ans     | 43 100 $      |
| Mount Maunganui Central | 327 personnes  | 42,1 ans   | 35 800$       |
| Nouvelle-Zélande        |                | 37,4 ans   | 31 800 $      |

## Activités
Mount Maunganui est principalement une ville côtière touristique. Elle est vue par de nombreuses personnes comme une ville de villégiature de bord de mer. Bien que le port de Tauranga soit une installation majeure, le second port le plus important du pays est aussi en partie localisé sur le côté ouest du mouillage.
Le pont du mouillage fut ouvert en 1988, reliant le faubourg de Mount Maunganui avec la ville de Tauranga.
En décembre 2009 s'achève la construction d'un duplicata du pont, formant un lien vital dans le système croissant d’autoroute entre Tauranga et le mont Maunganui-Mauao. 
Un important terminal à conteneurs avec un quai pour l’outre-mer est ainsi localisé sur le territoire de Mount Maunganui.
Un embranchement du chemin de fer à partir de la ligne principale de la côte est (en) passe entre la localité de Te Maunga et la partie nord de la banlieue.
Le secteur est aussi caractérisé par le centre commercial Bayfair (en), l’un des plus grands de l’Île du Nord en dehors de ceux d'Auckland et de Wellington. Caractéristique de la Nouvelle-Zélande, il est bien connu localement.
Le seul supermarché Woolworths (en), est nommé d'après la marque de l’Australian Woolworths logo' plutôt que la nouvelle marque, "Countdown" comme tous les autres Foodtown et magasins Woolworths – du fait de la présence d’un magasin "Countdown" dans  le secteur de Bayfair, qui était déjà en fonction.
Mount Maunganui est une destination réputée pour fêter le Nouvel-An. Plus de 20 000 personnes fréquentent la banlieue sur cette période. La principale plage du nord de la banlieue est aménagée, agrémentée de nombreuses festivités, qui visent à dynamiser l'espace. La ville attire également quelques touristes à bord des bateaux de croisières qui accostent sur cette partie du Port de Tauranga.

## Sport
La banlieue est le domicile du terrain de cricket dit de Bay oval (en).
Chaque année, la plage du mont Maunganui-Mauao accueille le Northern Regional Surf Championships (NRC's) et d’autres évènements tels que le NZ moins de 14, Ocean Athlete Championships ou encore le Pro Volleyball Tour.
Le triathlon du Port de Tauranga Half Ironman se tient aussi au niveau de la ville de Mount Maunganui.

## Récif  artificiel
Le premier récif artificiel de Nouvelle-Zélande fut installé au niveau de ‘the Mount’.

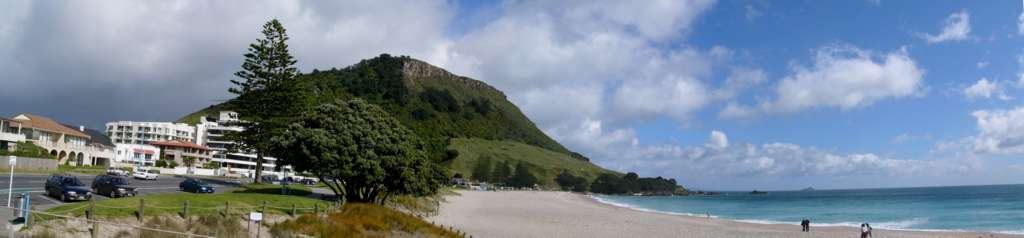
Panorama de Mount Maunganui et de sa plage principale.

La construction du récif est entravée par le manque de fond et, ironiquement, par l’excès des vagues. Initialement, lorsque le projet a été annoncé au public, le récif n'aurait dû coûter qu'environ 500 000 $, mais progressivement il grimpa à 800k $,. Les médias rapportent que les surfeurs locaux sont déçus des vagues produites par la présence du récif, également blâmé pour la création d’un courant d'arrachement. Il a finalement, maintenant, été retiré.

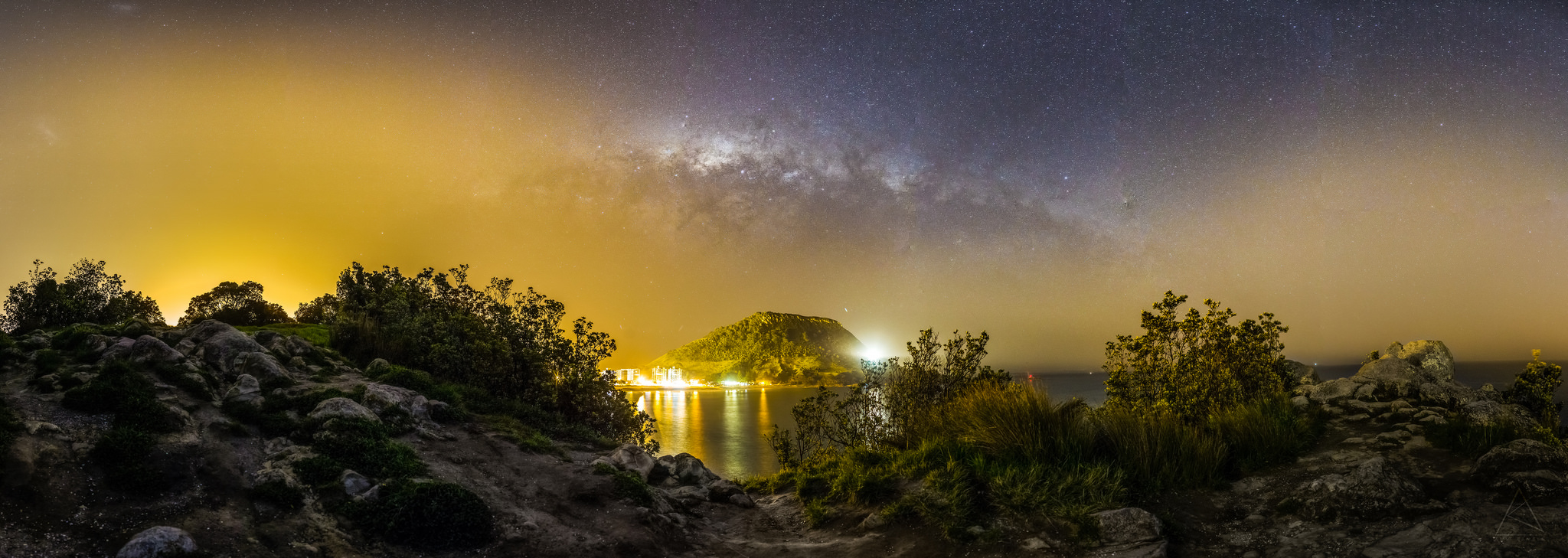
Vue panoramique de la banlieue de Mount Maunganui à partir de l’île de Moturiki de nuit.

La ville est aussi bien connue pour la qualité de ses conditions de surf, bien que certaines parties de la plage soient notoirement dangereuses.

## Histoire
Longtemps le nom d'usage non officiel de la ville, la banlieue était initialement appelée, jusqu’en 1907, Maunganui. A l'occasion de la première subdivision des terrains, le nom était considéré comme trop similaire au nom d’autres villes. Il est rejeté durant le processus d'application.
L’un des premiers colons, J. C. Adam’s -fondateur de la ville au début des années 1900-, suggére trois noms alternatifs : ‘Te Maire’, ‘Tamure’ (le nom en langage māori pour Snapper), et ‘Rakataura’. Ce dernier nom sélectionné par le Survey Department n'entra dans l’usage commun. On pourrait apparenter le nom actuel Mount Maunganui à une tautologie : maunga signifiant, en langage māori, montagne et nui, gros.
Dans les années 1950, elle se bat fièrepent et avec succès pour rester entièrement indépendante de la cité de Tauranga. Son entreprise échoue finalement avec la réalisation du pont sur le mouillage en 1988.
L’ancien Conseil du Borough de Mount Maunganui établit un record en Nouvelle-Zélande en n’ayant jamais été en déficit au cours de son histoire. Chose que le Conseil de la cité de Tauranga n’a jamais réussi à faire. Les critiques disent que la ville fut construite en s’appuyant sur les taux imposés aux structures commerciales et industrielles, mais Mount Maunganui était précurseur dans divers secteurs et appliquait la philosophie habituelle du pays avant même qu’elle soit la règle dans toute la Nouvelle-Zélande.
La résidence originale de J. C. Adam’s, première maison construite, est toujours au 4 Adams Avenue. Elle date à peu près de1906, et est enregistrée par le New Zealand Historic Places Trust comme bâtiment historique (catégorie II).

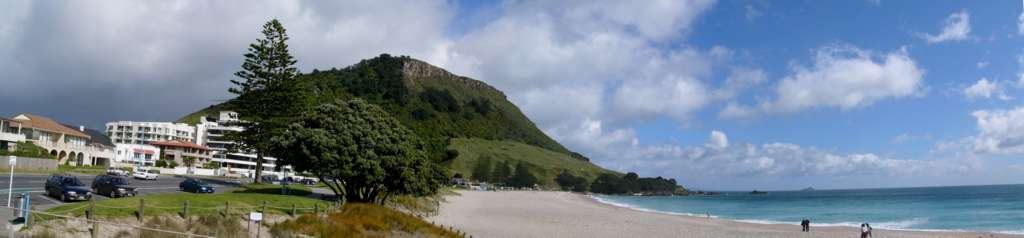
Vue du « mont » et de la ville depuis Papamoa

## Gouvernance
Au fil des années, la ville de Tauranga fait souffrir la banlieue d’un certain nombre d’attaques à sa souveraineté. Celle-ci se bat efficacement pour rester indépendante jusqu’à la réforme de la gouvernance locale de 1989 en Nouvelle-Zélande (en).
Durant les années 1974, Bob Owens (en), était favorable à la fusion des deux municipalités, Mount Maunganui et Tauranga, une situation unique dans les annales du gouvernement local néo-zélandais. Les élections de 1974 se jouèrent sur cette proposition, mais il est battu par L. Kelvin O'Hara qui provoque Owens, resté controversé, en s'écriant de "Pourquoi partager un maire ?"
Bien que la transition entre une unité administrée indépendamment avec un gouvernement local et le devenir en une partie mineure du conseil de la ville de Tauranga sur plus de 20 ans fut bénéfique, certains résidents restent catégoriques : Mount Maunganui et Tauranga doivent être séparées, indépendantes. Et cela, même si elles sont officiellement amalgamées en 1989.
Simon Bridges, membre local du Parlement pour le secteur, le décrit au Parlement en 2012 : "I have to say that there still is, though—and I have found this when first standing for Parliament—a sense of the "Mounties" and of those who are city-side, and that is still present to some extent" (Je dois dire qu'il existe encore, cependant — et je l'ai constaté lors de ma première candidature au Parlement —  une sensibilité particulière des gens du Mont et aussi des habitants des limites de la cité, et cela est encore présent dans une certaine mesure).

## Liens  externes
- Ressource relative à la géographie :   - New Zealand Gazetteer
- Notice dans un dictionnaire ou une encyclopédie généraliste :   - Gran Enciclopèdia Catalana
- Notices d'autorité :   - LCCN
  - Israël
  - WorldCat
- (en) Mount Maunganui Tourism Website